# Elastokalorischer Effekt
Der elastokalorische Effekt beruht auf dem Formgedächtniseffekt bestimmter Metalle. Mechanischer Druck verursacht bei elastokalorischen Materialien eine kristalline Phasenumwandlung. Elastokalorische Materialien sind eine Klasse von Festkörpern, die sich unter mechanischer Belastung und Entlastung erwärmen und abkühlen.
Das elastokalorische Material wird mechanisch belastet und dadurch erwärmt. Die so erzeugte Wärme des Materials wird über eine Wärmesenke abgeführt, bis die Temperatur des Materials auf die Ausgangstemperatur zurückgefallen ist. Nimmt man jetzt die mechanische Spannung aus dem System, dann fällt die Temperatur des Materials unter das Ausgangsniveau. Es nimmt nun aus der Umgebung Wärme auf, bis es die Ausgangstemperatur wieder erreicht hat. Durch Wiederholung des Vorgangs kommt der zyklische Prozess einer Wärmepumpe zustande.
Die Methode der Druckerzeugung kann unterschiedlich sein. Der Wärmetransport benötigt geeignete Energietransportsysteme. Als effizient dürften sich dabei Verfahren erweisen, die latente Wärme (Umwandlungsenthalpie) nutzen, da hier bei kleineren Temperaturdifferenzen größere Energietransporte möglich sind.
Das Fraunhofer-Institut für Physikalische Messtechnik und die Universität des Saarlandes arbeiten derzeit an der Entwicklung neuer Klimaanlagen für Wohngebäude, die wesentlich höhere Leistungszahlen (COP-Werte) als die bisher üblichen Wärmepumpen versprechen.

## Verwandte Phänomene
Beim magnetokalorischen und elektrokalorischen Effekt wird eine Temperaturänderung durch Änderung der magnetischen und elektrischen Feldstärke ausgelöst.